# Timbres de France 1900
Cet article recense les timbres-poste de France émis en 1900 par l'administration des Postes.

## Généralités
L'année 1900 marque un tournant dans l'histoire philatélique avec le remplacement des timbres au type Sage par trois nouveaux types : Blanc, Mouchon et Merson.
Tous ces timbres ont été émis le 4 décembre 1900.
Les émissions portent la mention « République française » et une valeur faciale libellée en francs et centimes. Ils sont en usage en France métropolitaine, en Corse et en Algérie.
La plupart des tarifs ont été stables depuis 1878.

### Tarifs métropole
- 1 centime : imprimés de 1er échelon.
- 5 centimes : cartes postales 5 mots.
- 10 centimes : cartes postales.
- 15 centimes : lettres de 1er échelon.

### Tarifs pour l'étranger
Cartes postales : 10 centimes.
Lettres pour le régime frontalier :
- 15 centimes : lettres de 1er échelon.

Lettres pour les autres destinations :
- 25 centimes : lettres de 1er échelon.

## Légende
Pour chaque timbre, le texte rapporte les informations suivantes :
- date d'émission, valeur faciale et description,
- formes de vente,
- artistes concepteurs et genèse du projet,
- manifestation premier jour,
- date de retrait, tirage et chiffres de vente,

ainsi que les informations utiles pour une émission donnée.

## Type Blanc

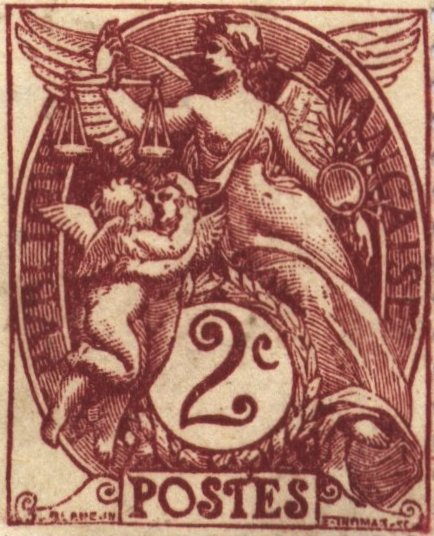

### Blanc 1c brun-lilas
Ce timbre a été émis le 4 décembre. Il a servi pour les imprimés de 1er échelon jusqu'en 1907.

### Blanc 2c brun-lilas
Ce timbre a été émis le 4 décembre. Il a servi pour les imprimés de 2e échelon jusqu'en 1907.

### Blanc 3c orange
Ce timbre a été émis le 4 décembre 1900 dans les bureaux parisiens du Sénat et du Palais Bourbon. 
1er jour d'émission du Type Blanc: 4 DEC 1900. Bureau du Sénat. 3c Blanc sur bande de journal.   
Utilisation :
- Imprimés :
  - imprimés sous bande de 10 à 15 g (3e échelon) jusqu'au 31 janvier 1907 (tarif du 1er mai 1978)
  - imprimés sous bande de 15 à 50 g du 1er février 1907 au 31 décembre 1916
  - imprimés sous bande jusqu’à 50 g depuis 1er janvier 1917
  - imprimés en nombre jusqu’à 20 g du 1er avril 1920 au 24 mars 1924
- Journaux :
  - journaux de 50 à 75 g pour la France et l'Algérie et de 125 à 150 g pour le département de publication et les départements limitrophes jusqu'au 31 mai 1908 (tarif du 1er juin 1895)
  - journaux routés de 75 à 100 g pour la France et l'Algérie et de 150 à 175 g pour le département de publication et les départements limitrophes du 1er juin 1908 au 31 mars 1920 (les journaux non routés restent au tarif du 1er juin 1895)
  - journaux routés de 75 à 100 g pour la France et l'Algérie et de 150 à 175 g pour le département de publication et les départements limitrophes du 1er avril 1920 au 29 juin 1923
  - journaux non routés de 50 à 75 g pour la France et l'Algérie et de 125 à 150 g pour le département de publication et les départements limitrophes du 1er avril 1920 au 29 juin 1923
  - journaux routés de 75 à 100 g pour la France et l'Algérie et de 150 à 175 g pour le département de publication et les départements limitrophes du 30 juin 1923 au 12 juillet 1937
  - journaux non routés de 60 à 75 g pour la France et l'Algérie et de 125 à 150 g pour le département de publication et les départements limitrophes du 30 juin 1923 au 12 juillet 1937
- Cécogrammes :
  - cécogrammes de 15 à 20 g du 28 février 1912 jusqu'au 31 mars 1920
  - cécogrammes de 20 à 100 g du 1er avril 1920 au 8 avril 1931
- Cartes électorales :
  - circulaires électoraux de 50 à 75 g du 1er avril 1902 au 31 mars 1920
  - cartes électorales de 50 à 75 g du 1er avril 1920 au 12 juillet 1937

## Type Merson

### Merson 1f lie-de-vin et olive
il existe un merson de 1f lie-de-vin et olive avec la couleur olive décentrée